# Окулово (Нижегородская область)
Окулово — село в Павловском районе Нижегородской области.

## Факты истории
Упоминается в жалованной грамоте
Козьме Минину (1615) как пустошь Окуловская среди населённых пунктов Березопольского стана, пожалованных ему в вотчину за создание Нижегородского ополчения.
В годы советской власти и до 2009 года Окулово входило в состав Чмутовского сельсовета, в 2009 году при объединении муниципальных образований вошло в состав городского поселения город Горбатов.

## Природа окрестностей. Геологические достопримечательности
Село расположено на высоком правом берегу реки Оки возле впадения в неё Кишмы. В непосредственной близости от деревни располагается Окуловское обнажение — один из стратотипов татарского яруса пермской системы. Обследовалось участником экспедиции В. В. Докучаева В. П. Амалицким. Описание обнажения встречается в «Материалах к оценке земель Нижегородской губернии» в томе, посвящённом Горбатовскому уезду. В 70-х годах XX века нижегородским геологом Г. И. Бломом здесь впервые на нижней Оке были найдены остатки раннетриасовых позвоночных. В окрестностях села имеется месторождение известняков и доломитов

## Современность
Ныне население села составляет один человек в доме 22. Подъезд к Окулову только по грунтовой дороге (от трассы Ворсма — Горбатов после мостика за деревней Борок — поворот налево).
В Окулове напротив дома № 9 имеется красный таксофон с номером 8317123971..
Окрестности села пользуются популярностью у парапланеристов.